# بانک ترکیش
بانک ترکیش (انگلیسی: Turkish Bank) شرکت خدمات مالی و بانکداری ترک است، که در سال ۱۹۰۱ تأسیس شد.